# Kilburn Park
Kilburn Park – stacja metra londyńskiego położona w dzielnicy Brent na trasie Bakerloo Line. Jest pierwszą, jadąc z krańca Harrow & Wealdstone, podziemną stacją – poprzedza ją 10 stacji naziemnych. Rocznie korzysta z niej ok. 3,7 mln pasażerów.
Budynek wejścia na stację zaprojektował Stanley Heaps. Jego elewacja wyłożona została terakotą.

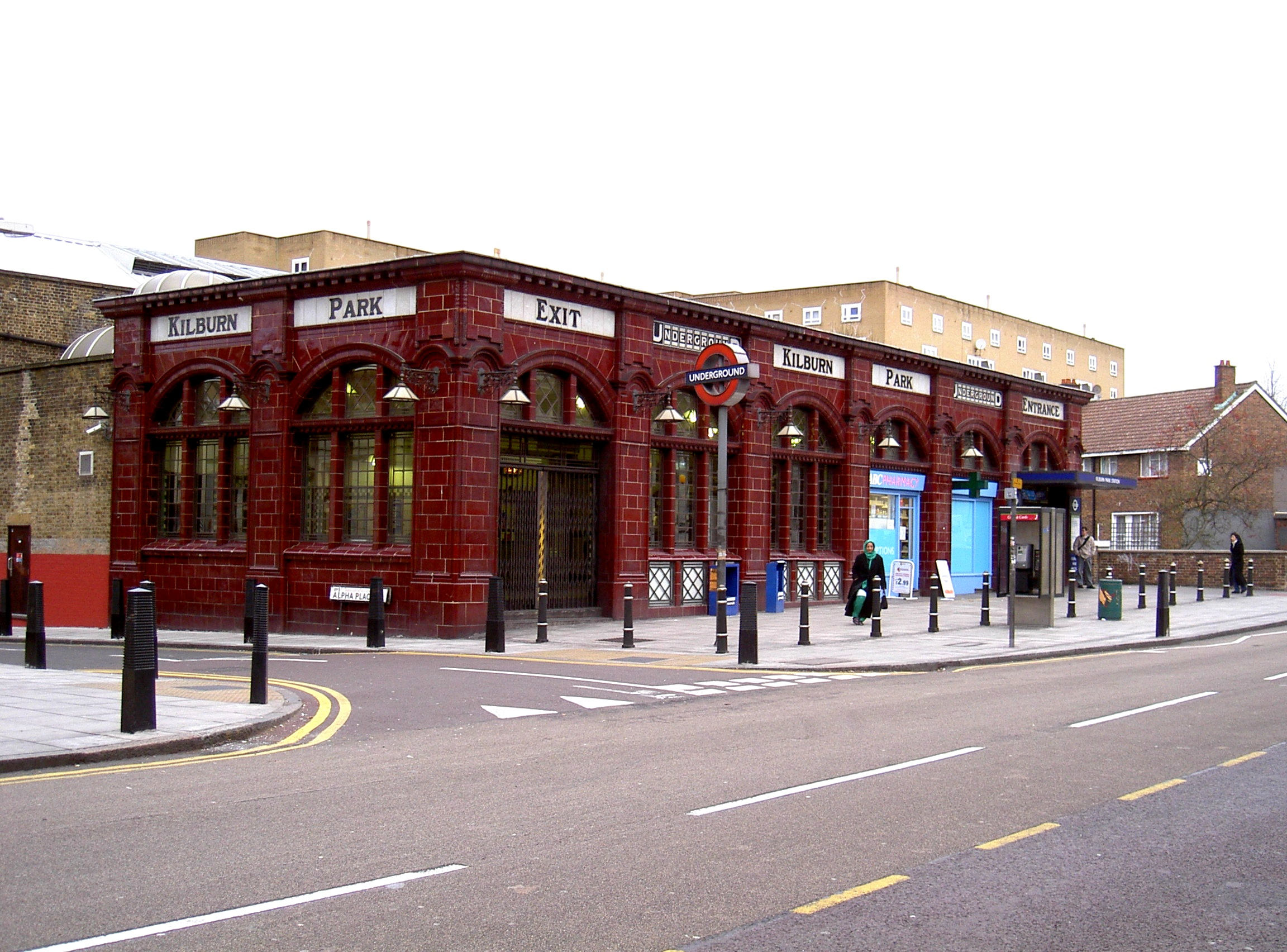
Budynek wejścia na stację